# شلیک با چشم
شلیک با چشم (به هندی: Akhiyon Se Goli Maare) فیلمی محصول سال ۲۰۰۲ و به کارگردانی هارمش مالهوترا است. در این فیلم بازیگرانی همچون گوویندا، راوینا تاندون، قادرخان، شاکتی کاپور، جانی لور، آسرانی، رازک خان، تیکو تالسانیا، شارات ساکسنا، بینا بانرجی ایفای نقش کرده‌اند.